# Michel Emer
Michel Emer, ursprungligen Michel Benjamin Rosenstein, född 1906 i Sankt Petersburg i Ryssland, död 1984 i Paris, var en fransk pianist, textförfattare och kompositör. Emers sånger har sjungits av bland andra Fréhel, Damia, Lys Gauty, Yves Montand, Jean Sablon, André Claveau, Ray Ventura, Luis Mariano, Tino Rossi och Eartha Kitt. Édith Piaf har framträtt med hans sång L'Accordéoniste komponerad i februari 1940.